# Fedalmia argyrostigma
Fedalmia argyrostigma är en fjärilsart som beskrevs av Frey. Fedalmia argyrostigma ingår i släktet Fedalmia och familjen dvärgmalar. Inga underarter finns listade i Catalogue of Life.